# カリム・サイディ
カリム・サイディ（アラビア語: كريم سعيدي, ラテン文字転写: Karim Saïdi, 1983年3月22日 - ）は、チュニジア・チュニス出身で同国代表の元プロサッカー選手。ポジションはディフェンダー。

## 経歴
2003年にチュニジア代表デビューを果たすと、2004年にはアフリカネイションズカップ2004で優勝する。
FIFAコンフェデレーションズカップ2005、2006 FIFAワールドカップでもメンバー入りした。

## 所属クラブ
- クラブ・アフリカーン 2001-2004
- フェイエノールト・ロッテルダム 2004-2008

→  USレッチェ 2006.1-.6 (loan)
→  シヴァススポル 2008.1-.6 (loan)
- クラブ・アフリカーン 2008-2009
- トゥールFC  2009-2011
- リールセSK 2011-

## 代表歴

### 出場大会
- チュニジア代表
  - 2006 FIFAワールドカップ

### 試合数
- 国際Aマッチ 18試合 1得点（2003年-2010年）[1]

| チュニジア代表 | 国際Aマッチ | 国際Aマッチ |
| 年             | 出場        | 得点        |
| -------------- | ----------- | ----------- |
| 2003           | 2           | 0           |
| 2004           | 7           | 1           |
| 2005           | 3           | 0           |
| 2006           | 4           | 0           |
| 2007           | 0           | 0           |
| 2008           | 0           | 0           |
| 2009           | 0           | 0           |
| 2010           | 2           | 0           |
| 通算           | 18          | 1           |

## タイトル
- チュニジア代表

アフリカネイションズカップ 2004